# جابيرو
الجَبِيْر (الاسم العلمي: Jabiru mycteria) هو طائر من الطيور الخواضة التي تنتمي للفصيلة اللقلقية، يتواجد في الأمريكيتين من المكسيك إلى الأرجنتين باستثناء جبال الأنديز وهو الأكثر شيوعا في منطقة بانتانال والمنطقة الشرقية بشاكو في البارغواي، وهو العضو الوحيد في جنس الجبير، ويعني اسمه تورم الرقبة.
- اسم الجبير كان يستخذم لاثنين من اللقالق وهي : لقلق أسود العنق المعروفة باسم «جابيرو» في أستراليا ولقلق أبو سرج في جنوب الصحراء ويسمى جابيرو في القوائم الهيروغليفية.

## الوصف

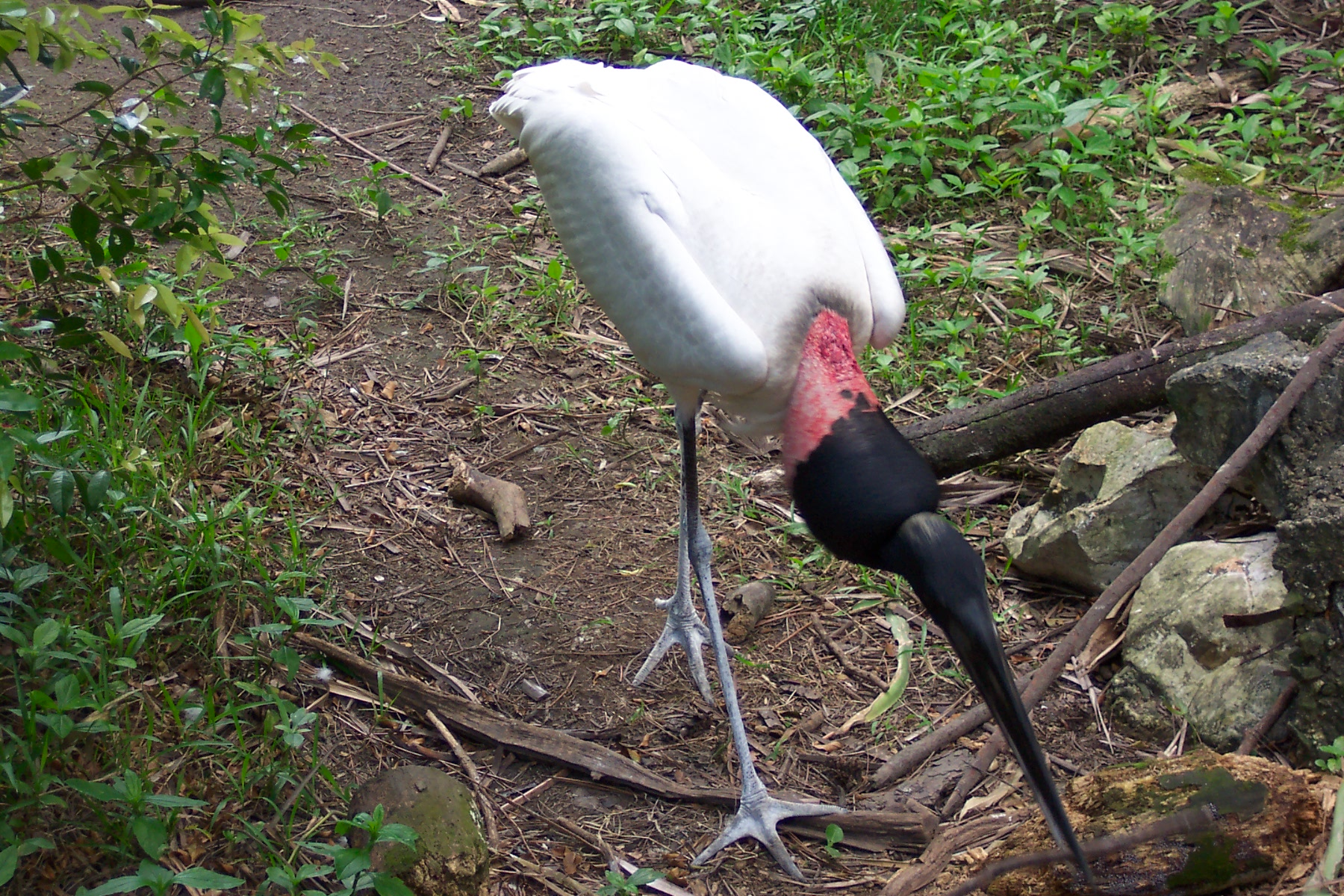
جابيرو في بوليز

- ووجد أكبر جابيرو في العالم في أمريكا الجنوبية وأمريكا الوسطى وغالبا مايصل طوله ما بين 120-144 سم والأجنحة تصل طولها 230-280 سم ويزن 8 كغ، أكبر الطيور تقف شامخة بطول 1.5 متر.والمنقار يصل كوله 30 سم وهو طويل وواسع وأسود اللون ومقلوب بعض الشيء وله كيس في الحنجرة لونه أسود أما أسفل الرقبة فلونه وردي فاقع. وريشه أبيض وسيقان رمادية اللون. الجنسين متشابهين على رغم أن الأنثى أصغر من الذكر وجابيرو من الطيور القوية والرشيقة.

## المسكن

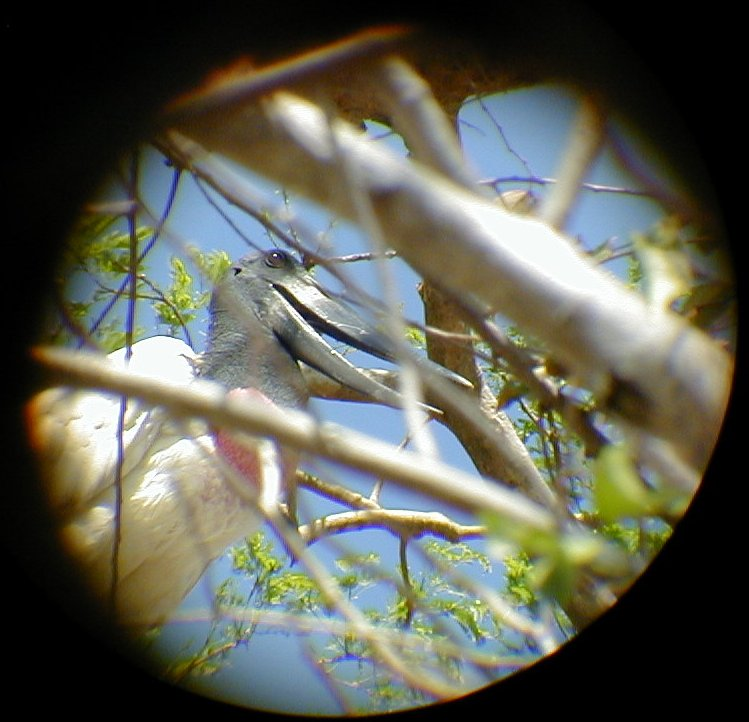
عش جابيرو الكوستاريكي

- تعيش جابيرو في مجموعات قرب الأنهار والبرك، ويأكل بشراهة كمية هائلة من الأسماك والمحار والبرمائيات ويأكل أحيانا الزواحف والثدييات الصغيرة ويستطيع أكل الجيف والأسماك الميتة وذلك في فترات الجفاف التي تصيب منطقة تواجدها وزوال المسطحات المائية، وتضع عادة 2-5 بيوض.

## معرض صور

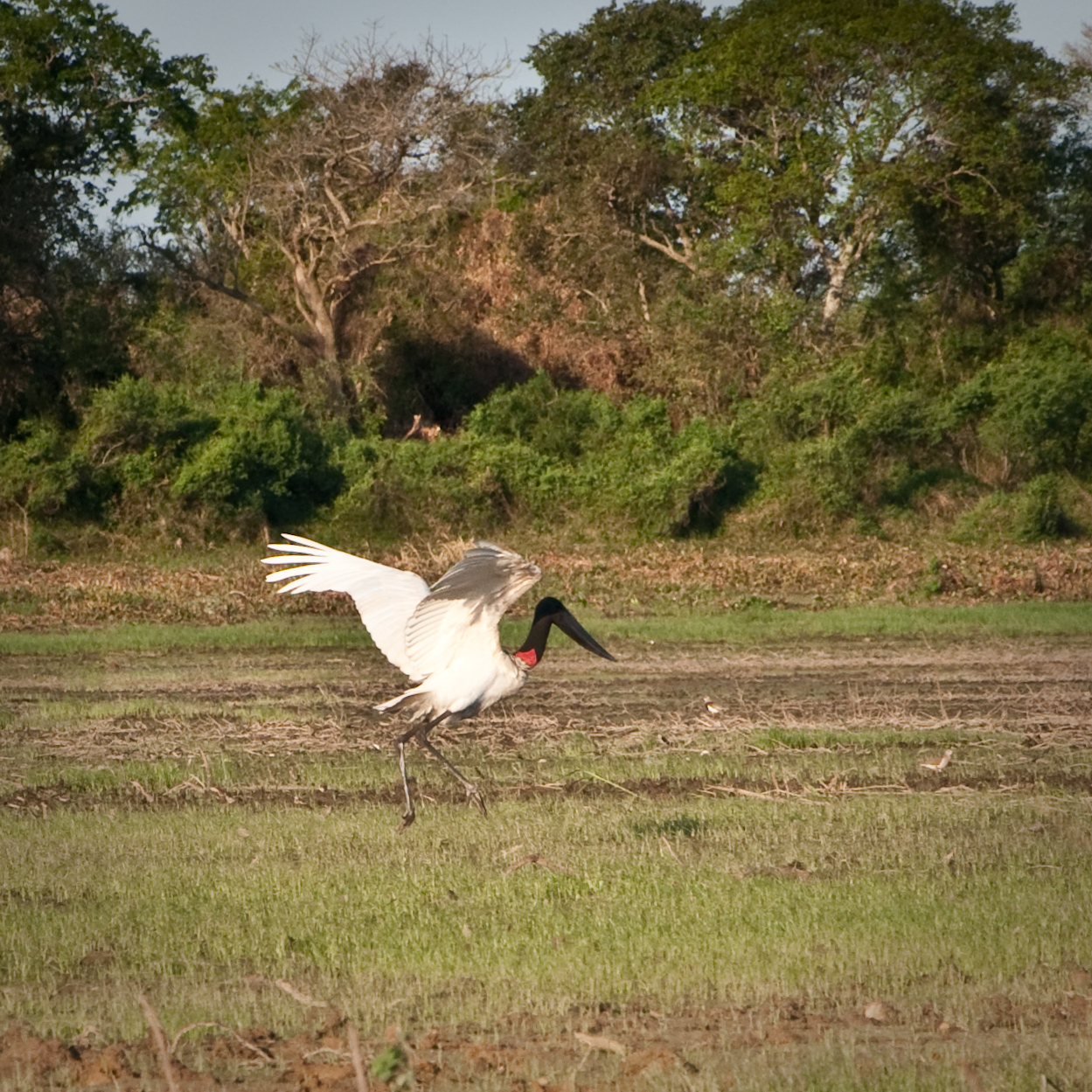
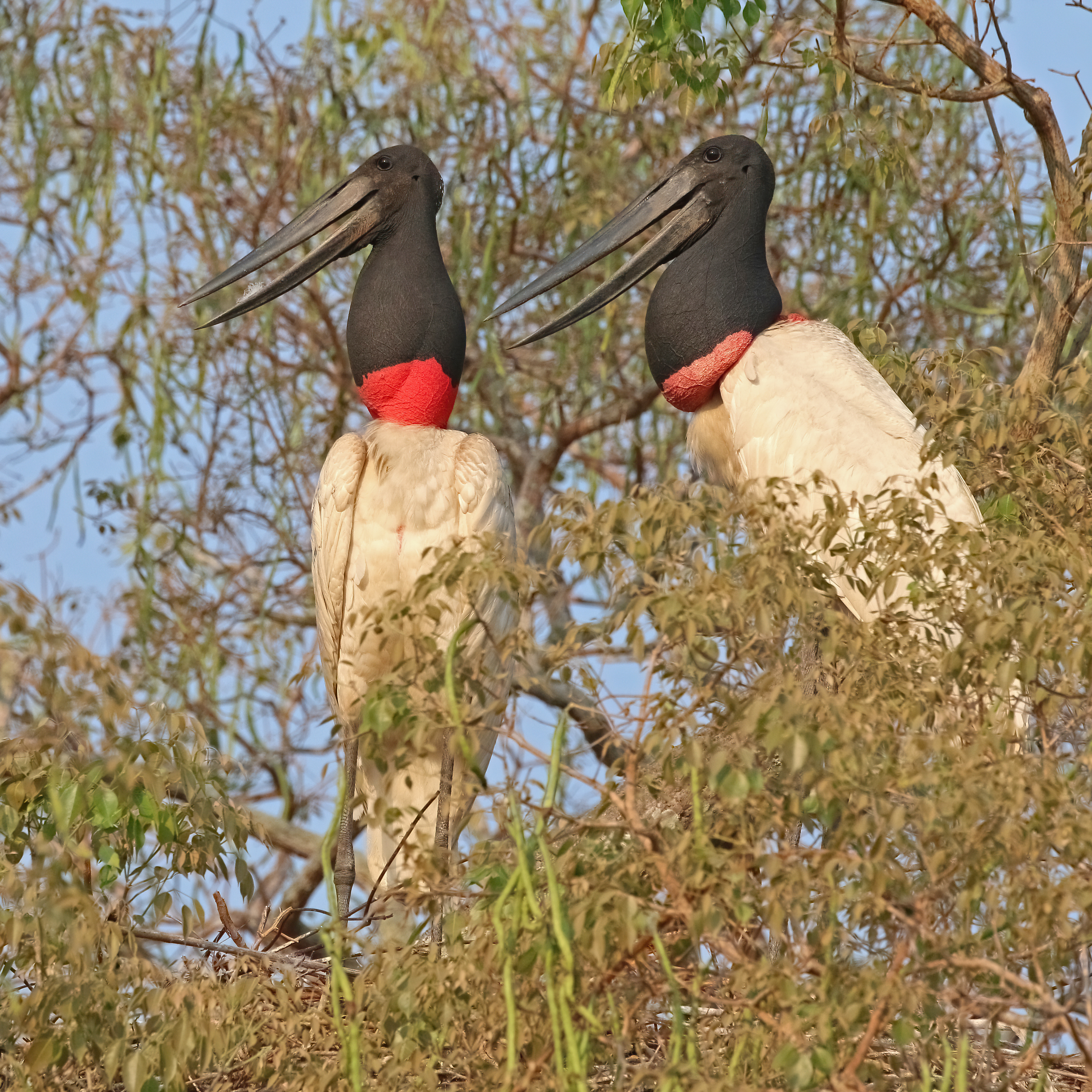
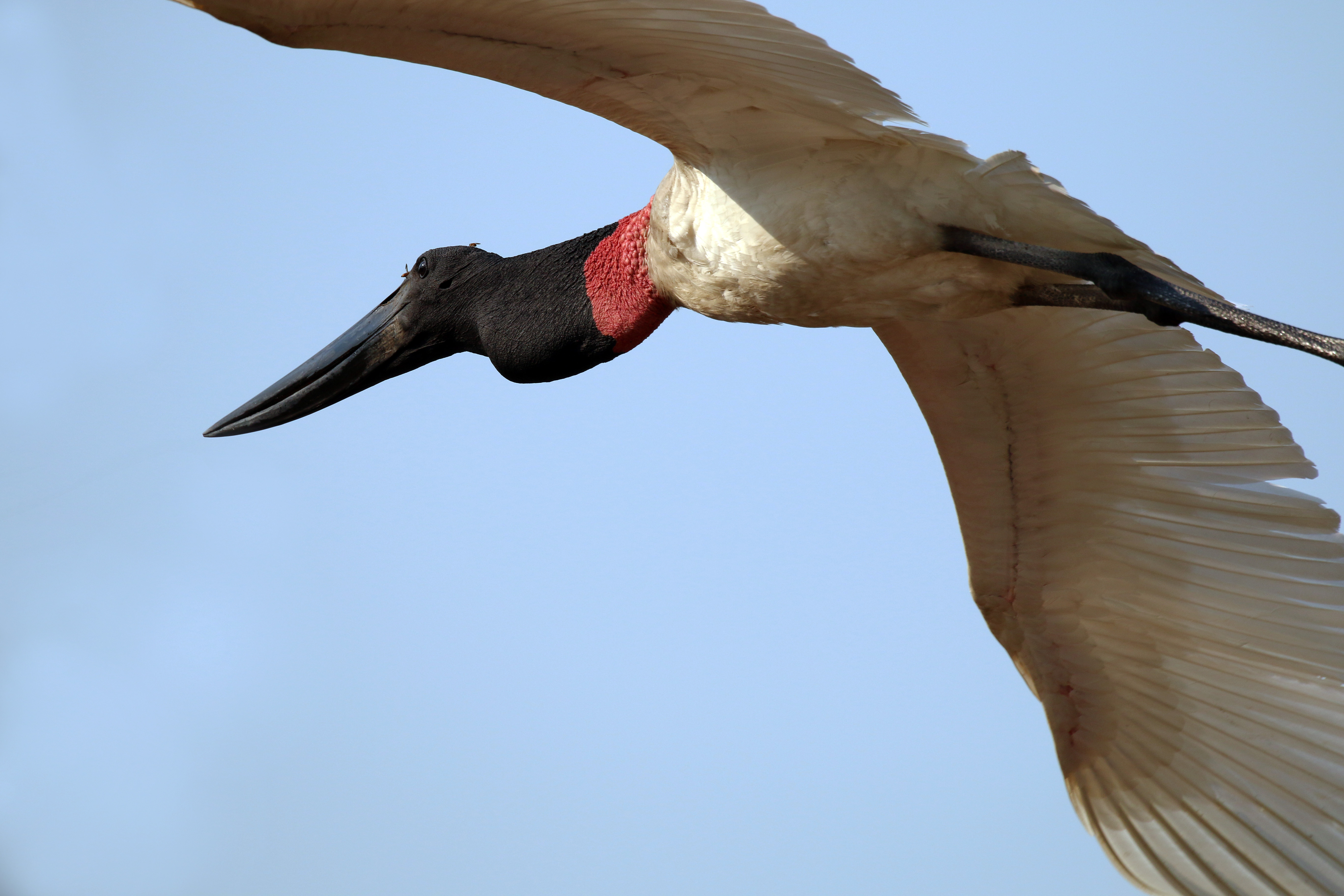